# Anne Enright
Anne Teresa Enright FRSL (Dublin, 11 de outubro de 1962) é uma premiada escritora irlandesa, vencedora do Booker Prize por seu livro “O encontro” (The Gathering), sua primeira obra traduzida no Brasil, selecionado como o romance irlandês do ano em 2007.
Publicou romances, contos e uma obra de não-ficção, "Making babies: Stumbling into motherhood" (Fazendo bebês: tropeçando na maternidade''), ainda sem tradução para o português.
Sua escrita explora temas como família, amor, identidade e maternidade.
Estudou inglês e filosofia em Dublin, no Trinity College, e Mestrado em escrita criativa na Universidade de East Anglia.
Atualmente crítica de literatura do The Guardian, foi produtora de televisão e publicou o seu primeiro romance em 1995.
Teve seus contos premiados e publicados em diversas revistas.

## Biografia
Anne Enright nasceu em Dublin, na Irlanda, e estudou na St. Louis Hight School, Rathmines. Ganhou uma bolsa internacional para Lester B. Pearson United World College of the Pacific em Victoria, British Columbia, onde estudou para um Bacharelado Internacional por dois anos, completando-o no Trinity College Dublin, em Inglês e Filosofia.
Iniciou sua carreira de escritora quando ganhou uma máquina de escrever elétrica em seu aniversário de 21 anos.
Ganhou uma bolsa Chevening para o Curso de Escrita Criativa da Universidade de East Anglia, onde estudou com Angela Carter e Malcolm Bradbury, completando o mestrado.

## Família
Casada com Martin Murphy, juntos têm dois filhos.
Atualmente moram em Dublin, Irlanda.

## Obras e Premiações
Anne Enright escreveu duas coleções de contos, sete romances e um livro de não ficção.
Seus contos foram publicados no The New Yorker, The Paris Review e London Review of Books.
“O encontro” é o quarto livro de ficção publicado por Enright.
Ela recebeu prêmios como Booker Prize, Rooney Prize de Literatura Irlandesa, foi a primeira autora a receber o The Davy Byrne Award, além de receber indicação para o Irish Times/Aer Lingus Irish Literature Prize e para o Whitbread Novel Award.

## Anne Enright no Brasil
No Brasil, o romance “O Encontro” foi finalista do 2º Prêmio Cunhambebe, concedido ao melhor livro de ficção estrangeira publicado no Brasil. A obra ficou em 3º lugar.
Anne Enright participou da 7ª Festa Literária Internacional de Paraty (Flip) em 2009, onde divulgou o romance "O encontro", seu primeiro livro traduzido no Brasil.

### Atualmente há três livros de Enright traduzidos para o português
- O encontro
- A estrada verde
- A valsa esquecida

## Prêmios
- 1991 Rooney Prize de Literatura Irlandesa pelo livro de contos The Portable Virgin
- 2001 Royal Society of Authors Encore Prize pelo romance What Are You Like?
- 2004 The Davy Byrne Award pelo conto Honey
- 2007 Booker Prize pelo livro The Gathering
- 2008 Romance Irlandês do Ano por The Gathering
- 2010 Membro da Royal Society of Literature
- 2012 Orange Prize de Fiction indicada por The Forgotten Waltz
- 2012 Carnegie Medal for Excellence in Fiction (excelência em ficção) por The Forgotten Waltz
- 2012 Grau Honorário pela Goldsmiths College, University of London
- 2016 Kerry Group Irish Fiction Award por The Green Road
- 2018 Irish PEN Award pela contribuição excepcional à Literatura Irlandesa

## Indicações
- 1995 Irish Times/Aer Lingus Irish Literature Prize pelo livro The Wig My Father Wore
- 2000 Whitbread Novel Award pelo livro What Are You Like?
- 2009 2º Prêmio Cunhambebe pelo livro “O Encontro”
- 2015 Costa Novel Award por The Green Road
- 2020 Women's Prize for Fiction pelo livro Actress